# Hạt Koplik

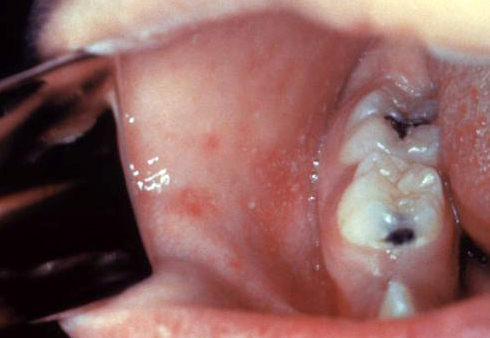
Sởi

Hạt Koplik (hay dấu hiệu Koplik) là một nội ban tiền triệu virus của bệnh sởi biểu hiện hai đến ba ngày trước khi sởi phát ban. Chúng được thể hiện thành tổn thương cụm, màu trắng trên niêm mạc má (đối diện với răng cối trên 1 & 2) và là đặc trưng cho sởi.  Mô tả trong sách giáo khoa về các hạt Koplik là các tổn thương niêm mạc bị loét được đánh dấu bởi hoại tử, xuất tiết bạch cầu trung tính và tân mạch. Chúng được mô tả là xuất hiện như "hạt muối trên nền ướt", và thường mờ dần khi phát ban hoàng điểm phát triển. Cũng như ý nghĩa chẩn đoán, chúng rất quan trọng trong việc kiểm soát dịch bệnh. Sự xuất hiện của chúng, trong bối cảnh của một trường hợp được chẩn đoán, trước khi đạt được sự lây nhiễm tối đa, cho phép cách ly các tiếp xúc và hỗ trợ rất nhiều cho việc kiểm soát căn bệnh truyền nhiễm nguy cơ cao này.
Người đoạt giải Nobel John F. Enders và Thomas Peebles, những người đầu tiên phân lập được virus sởi đã cẩn thận thu thập mẫu của họ từ các bệnh nhân cho thấy các hạt Koplik.

## Lịch sử
Hạt Koplik được đặt theo tên Henry Koplik (1858-1927), một bác sĩ nhi khoa người Hoa Kỳ đã xuất bản một mô tả ngắn về chúng vào năm 1896, nhấn mạnh sự xuất hiện của chúng trước khi phát ban da và giá trị trong chẩn đoán phân biệt các bệnh mà bệnh sởi có thể bị nhầm lẫn. Ông đã xuất bản thêm hai bài báo về các hạt này, bao gồm một bài có hình minh họa màu. Một nhà phê bình ẩn danh về  Những căn bệnh của trẻ sơ sinh và trẻ nhỏ của Koplik gọi hình minh họa là "tấm màu nổi tiếng hiện nay".
Một số tác giả gán mô tả bằng văn bản đầu tiên về những điểm này cho Reubold, Wurzburg 1854 và những người khác cho Johann Andreas Murray (1740-1791). Trước Koplik, bác sĩ nội khoa người Đức Carl Jakob Adolf Christian Gerhardt (1833-1902) năm 1874, bác sĩ người Đan Mạch N. Flindt năm 1879 và người Nga Nil Filatov (1847-1902) năm 1895, đã có những quan sát hiện tượng tương đương. Koplik đã biết được công trình của Filatov,  nghĩ rằng bằng chứng của mình không đủ và từ chối yêu cầu ưu tiên của mình.